# استفان آر. بردلی
استفان آر. بردلی (به انگلیسی: Stephen R. Bradley) سناتور سابق عضو حزب دموکرات-جمهوری‌خواه بود. وی در سال ۱۷۹۱ تا ۱۷۹۵ و ۱۸۰۱ تا ۱۸۱۳ میلادی سناتور ایالت ورمانت در سنای ایالات متحده آمریکا بود.